# Słowo ma moc
Słowo ma moc – album studyjny polskiego rapera Jacka „Meza” Mejera. Wydawnictwo ukazało się 17 kwietnia 2009 roku nakładem wytwórni muzycznej My Music. Gościnnie w nagraniach wzięli udział m.in.  Katarzyna Skrzynecka, Kasia Wilk, Nowator, Gabriel Fleszar oraz Jay Delano.
Nagrania dotarły do 24. miejsca listy OLiS.

## Lista utworów
Opracowano na podstawie materiału źródłowego.
1. „Słowo ma moc” (gościnnie: Asia Kwaśnik)
2. „Zemsta”
3. „Tuż za tobą”
4. „Po robocie”
5. „Opluj.pl” (gościnnie: Katarzyna Skrzynecka)
6. „Chcę się śmiać” (gościnnie: Kasia Wilk)
7. „Jedno spojrzenie” (gościnnie: Nowator)
8. „Złożoności rzeczywistości” (gościnnie: Gabriel Fleszar)
9. „Kredyty”
10. „Utopia / 8 rejs” (gościnnie: Jay Delano)
11. „Jedność” (gościnnie: Weronika Bochat)
12. „Obudź się” (gościnnie: Paulina Leśna)
13. „Zabrać cię gdzieś” (gościnnie: Nowator)
14. „Zaufaj sobie”